# Godło Czeczenii
Współczesne godło Czeczenii ma formę okrągłą, a w jego centrum znajduje się białe koło a na nim niebieskie stylizowane wizerunki  średniowiecznej czeczeńskiej wieży obronnej i wieży wiertniczej  szybu naftowego. Koło, w którym przedstawiono te wizerunki otoczone jest przez niebieski okrąg, na którym znajdują się stylizowane kłosy pszenicy, oraz półksiężyc i gwiazda - symbole islamu, wszystkie koloru złotego. Na zewnątrz tego okręgu znajduje się okrąg kolejny, złoty, z niebieskimi liniami typowego czeczeńskiego ornamentu.
Godło w tej formie zostało zatwierdzone 25 maja 2004 r. 

## Historia

### GodłoEmiratu Północnokaukaskiego
W 1919 r. Emirat rozpoczął emisję pieniądza papierowego o nominałach 5, 25, 50, 100, 250, 500 rubli. Na przedniej stronie banknotów widniał emblemat Emiratu.
Herb (godło) Emiratu składał się z ustawionych w trójkąt karabinu i miecza, nad  nimi waga, prawdopodobnie symbolizującej sprawiedliwość, na szczycie turban turban z koroną. Na prawej (heraldycznie) szalce zielona flaga emiratu, a na drugiej otwarta książka (prawdopodobnie Koran). W dolnej części herbu znajdował się półksiężyc i trzy gwiazdki.

### GodłoCzeczeńsko-Inguskiej Autonomicznej Socjalistycznej Republiki Radzieckiej
Przyjęte 26 maja 1978 roku godło radzieckiej Czeczenii było prawie idetyczne z godłem Rosyjskiej FSRR. Jedyne zmiany to rosyjski, czeczeński i inguski napis Czeczeńsko-Inguska ASRR pod skróconą nazwą Rosyjskiej Federacyjnej Socjalistycznej Republiki Radzieckiej, oraz dewiza, również w tych trzech językach.

### Godło nieuznawanej czeczeńskiej Iczkerii
Godło nieuznawanej na arenie międzynarodowej czeczeńskiej republiki Iczkeria przedstawia stylizowany wizerunek wilczycy w pozycji półleżącej, z podniesioną głową. Wilczyca leży na ludowym ornamencie, przechodzącym w okrąg, w którego dolnej części znajduje się 9 dziewięcioramiennych gwiazd, symbolizujących 9 wspólnot czeczeńskich.